# 57 Dywizja Strzelców
57 Dywizja Strzelców – związek taktyczny piechoty Armii Czerwonej okresu wojny domowej w Rosji i wojny polsko-bolszewickiej.

## Formowanie i walki
57 Dywizja Strzelców sformowana została latem 1919 z oddziałów walczących w rejonie Połtawy. Walczyła z wojskami Denikina pod Połtawą i Siewskiem. W listopadzie 1919 została przerzucona na Front Południowo-Zachodni i przez dwa miesiące pozostawała w odwodzie. W lutym 1920 weszła w skład 12 Armii. Broniła rejonu Mozyrza. W marcu została pobita pod Barbarowem przez oddział oddziałem mjr. Franciszka Jaworskiego. Od maja do września 1920 walczyła w składzie Grupy Mozyrskiej. W czerwcu bez powodzenia atakowała polski przyczółek pod Rzeczycą nad Dnieprem. Na przełomie lipca i sierpnia sforsowała Bug w rejonie Brześcia. 
1 sierpnia 1920 dywizja liczyła w stanie bojowym 5264 żołnierzy z tego piechoty 3116, a kawalerii 48. Na uzbrojeniu posiadała 96 ciężkich karabinów maszynowych i 22 działa. 
W połowie sierpnia jej czołowe pododdziały dochodziły do Wisły. Po polskim uderzeniu znad Wieprza jej szczątki uszły za Bug do rejonu Żabinki. Tam została uzupełnienia. 
W walkach  pod Żabinką ponownie poniosła duże straty. Od 14 do 24 września prowadziła ciężkie walki pod Horodłem. Na skutek poniesionych strat nie przedstawiała już większej wartości bojowej. Po podpisaniu rozejmu z Polską brała udział w walkach z oddziałami gen. Bułaka-Bałachowicza na Białorusi. 
23 kwietnia 1920 odwodowe formacje tejże dywizji zostały zaatakowane przez 2 Brygadę Halicką.
5 marca 1920 bolszewicy przerzucili ją z głębi kraju na front i włączyli do walk na odcinku poleskim. Posiadała sztab w Kalenkowiczach, ale już 7 marca 1920 została rozbita.
12 marca 1920 polscy ułani otoczyli i wzięli do niewoli sztab 2 Brygady 57 DS.
Stan osobowy dywizji został szybko uzupełniony nowymi posiłkami i 16 marca 1920 57 DS wzięła udział w silnym koncentrycznym uderzeniu bolszewickim na pozycje Grupy Poleskiej gen. Władysława Sikorskiego.
29 lipca 1920 2, 10 i 57 DS wzięły udział w szturmie twierdzy brzeskiej.
26 sierpnia 1920 w czasie boju pod Żabinką sztab dywizji trafił do polskiej niewoli, a szef sztabu został zabity przez sierżanta sztabowego Bolesława Marca.
12 września 1920 po zdobyciu Kobrynia przez wojsko polskie do polskiej niewoli dostało się 180 żołnierzy z 48 i 57 DS.

## Struktura organizacyjna
Skład w sierpniu 1920:
- dowództwo dywizji
- 169 Brygada Strzelców
  - 505 pułk strzelców
  - 506 pułk strzelców
  - 507 pułk strzelców
- 171 Brygada Strzelców
  - 509 pułk strzelców
  - 511 pułk strzelców
  - 512 pułk strzelców

Liczyła 3116 „bagnetów”, 48 „szabel” i posiadała 96 karabinów maszynowych

## Dowódcy dywizji
- F.A. Kuzniecow (X 1919 – IV 1920)[1]
- W.E. Klimowski (IV 1920)[1]
- W.Z. Timofiejew-Naumow (IV – V 1920)[1]
- L.J. Ugriumow (VI 1920)[1]
- Nikifor Zacharowicz Kolada(inne języki) (VII - 26 VIII 1920)[1]
- M.M. Olszański (VIII – IX 1920)[1]